# Tiguipa Airport
Tiguipa Airport är en flygplats i Bolivia.   Den ligger i departementet Tarija, i den södra delen av landet, 300 km sydost om huvudstaden Sucre. Tiguipa Airport ligger 520 meter över havet.
Terrängen runt Tiguipa Airport är huvudsakligen platt, men åt nordväst är den kuperad. Runt Tiguipa Airport är det mycket glesbefolkat, med 7 invånare per kvadratkilometer..
I omgivningarna runt Tiguipa Airport växer i huvudsak lövfällande lövskog.